# Nuoto ai Giochi della III Olimpiade - Staffetta 4x50 iarde stile libero
La staffetta 4x50 iarde stile libero erano una delle nove gare del programma di nuoto dei Giochi della III Olimpiade di Saint Louis, presso Forest Park. Si svolse il 7 settembre 1904. Vi parteciparono quattro nuotatori, provenienti tutti dagli Stati Uniti. Fu la prima volta che venne disputata una gara in staffetta alle Olimpiadi e la sola volta che venne usato il miglio come distanza.

## Risultati
Si disputò direttamente la finale, alla quale parteciparono tre club statunitensi; due squadre del New York Athletic Club, una del Chicago Athletic Association,  e una del Missouri Athletic Club.
Similmente al torneo di pallanuoto delle Olimpiadi del 1904, una squadra tedesca cercò di partecipare alla staffetta. I team statunitensi protestarono, criticando il fatto che la compagine tedesca non provenisse dallo stesso club, costituendo di fatto una squadre dei nuotatori migliori. I giudici accolsero la protesta statunitense e squalificò i tedeschi.
Dopo che finì l'Olimpiade, alcuni americani offrirono di dare i loro migliori nuotatori e di giocare una singola gara contro la Germania, che tuttavia rifiutò. Per queste decisioni contro i tedeschi, ci sono alcuni motivi per non considerare questa competizione un evento olimpico, anche se è ancora riconosciuto ufficialmente dal CIO.

### Finale
| Posizione | Atleta                                                         | Squadra                      | Paese       | Tempo  |
| --------- | -------------------------------------------------------------- | ---------------------------- | ----------- | ------ |
|           | Charlie Daniels, Budd Goodwin, Lou Handley e Joe Ruddy         | New York Athletic Club       | Stati Uniti | 2'04"6 |
|           | Hugo Goetz, David Hammond, Ray Thorne e Bill Tuttle            | Chicago Athletic Association | Stati Uniti | ---    |
|           | Gwynne Evans, Bill Orthwein, Amedee Reyburn e Marquard Schwarz | Missouri Athletic Club       | Stati Uniti | ---    |
| 4         | Edgar Adams, David Bratton, George Van Cleaf e David Hesser    | New York Athletic Club       | Stati Uniti | ---    |